# Черемош-Фест
«ЧеремошФест» — еко-туристичний фестиваль в Українських Карпатах, заснований 2013 року.
У 2015 році відбувся 24-26 липня в урочищі Запідок, с. Верхній Ясенів
(Верховинський район, Івано-Франківська область).

## Про фестиваль
Місія «Черемош-Фесту» — збереження річки Черемош у природному вигляді.
Річка Черемош утворюється злиттям Чорного та Білого Черемошу. Чорний Черемош добре відомий серед любителів рафтингу та мандрівців на Чорногору, Білий Черемош — маловідома серед туристів річка, через важкодоступність і погану якість доріг.
Територія довкола Чорного Черемошу має статус гідрологічного заказника, тому в руслі річки заборонене зокрема будівництво мінігес. Білий Черемош охоронного статусу статусу не має. Основна ідея Черемош-Фесту 2015 — Білий Черемош має отримати статус гідрологічного заказника.

## Учасники

### 2013
Черемош-Фест 2013 відбувся 11-12 травня у селі Криворівня (Верховинський район, Івано-Франківська область).
Учасники: Перкалаба (Івано-Франківськ), КораЛЛі (Івано-Франківськ), Рура (Івано-Франківськ), Пан Пупец (Івано-Франківськ), Гич Оркестр (Львів), Бурдон (Львів), LBB (Львів), Zapaska (Київ), Фолькнери (Київ), Longital (Словаччина), Гуцули (ансамбль Миколи Ілюка) (Верховина), Капела Романа Кумлика (Верховина).

### 2014
Учасники: капела Миколи Ілюка «Гуцули» (Верховина), Lemon Bucket Orchestra/Lemonchiki Project (Canada/Ukraine), TaRuta (Київ),  Фолькнери (Київ), Триста8ісім (Ужгород), Фліт (Івано-Франківськ), ДримбаДаДзиґа (Київ), Гуцули (Косів), Чумацький Шлях (Хмельницький), Гуцул Каліпсо (Чернівці), КораЛЛі (Івано-Франківськ), Kozak System (Київ), Сергій Підкаура (Київ), Перкалабські Придатки (Івано-Франківськ), Петрос (Ворохта), Один в каное (Львів), Вертеп (Дніпропетровськ), Los Colorados (Тернопіль).

### 2015
Учасники: Вій (Київ), Zapaska (Кам'янець-Подільський), Гуцул Каліпсо (Чернівці), Віктор Янцо та Rock-H (Мукачеве), Pushkin! Klezmer Band (Київ), Гуцули (Верховина), РоСол (Івано-Франківськ), Фліт (Івано-Франківськ), Петрос (Ворохта), Петровичі (Ворохта), Джалапіта (Львів), Механічний Апельсин (Галичина).
2016-2017 фестиваль не проводився.  